# Anzat-le-Luguet
Anzat-le-Luguet är en kommun i departementet Puy-de-Dôme i regionen Auvergne-Rhône-Alpes i centrala Frankrike. Kommunen ligger i kantonen Ardes som tillhör arrondissementet Issoire. År 2022 hade Anzat-le-Luguet 174 invånare.

## Befolkningsutveckling
Antalet invånare i kommunen Anzat-le-Luguet
| Referens: INSEE |